# American Airlines Center
Pour les articles homonymes, voir AAC.
Le American Airlines Center (surnommé AAC ou The Hangar) est une salle omnisports située dans le quartier de Victoria Park, près du centre des affaires de la ville de Dallas au Texas. L'arène sert principalement pour le basket-ball, le hockey sur glace et les concerts.
Depuis 2001, c'est le domicile des Mavericks de Dallas de la National Basketball Association et des Stars de Dallas de la Ligue nationale de hockey. Durant l'année 2002 et de 2004 à 2008, la salle fut le terrain de jeu des Dallas Desperados de l'Arena Football League. En 2010, les Desperados sont remplacés par les Dallas Vigilantes. Le American Airlines Center a une capacité de 19 200 places pour le basket-ball, 18 532 pour le hockey sur glace et 16 500 pour le football américain en salle. L'enceinte offre toutes les commodités pour faire un maximum de bénéfices avec 142 suites de luxe, 2 « party » suites et 1 600 sièges de club.

## Histoire
En 1998, les Mavericks de Dallas et les Stars de Dallas désiraient un nouveau terrain de jeu pour remplacer la vétuste Reunion Arena datant des années 1980. Les contribuables de Dallas ont approuvé de nouvelles taxes sur les hôtels et les voitures de location pour couvrir une partie du financement, avec les deux équipes, les Mavericks et les Stars qui payeront les coûts restants. La nouvelle arène fut construite juste au nord de Woodall Rodgers Freeway près de l'Interstate 35E sur le site d'une vieille centrale électrique.
Le 18 mars 1999, la compagnie aérienne American Airlines annonce qu'elle achète les droits de naming de l'arène pour 195 millions de dollars sur 30 années.
Le American Airlines Center fut inauguré le 27 juillet 2001 et son coût de construction record de 420 millions de dollars en fait l'une des infrastructures les plus chères jamais construites dans la NBA et la LNH. La ville avait plafonné ses dépenses à 125 millions de dollars et les propriétaires des futures équipes locataires, Mark Cuban et Tom Hicks, ont couvert les coûts restants (ils ont dépensé 295 millions de dollars en investissements privés). Les fonds pour rembourser la portion du financement public sont une taxe de 5 % sur la location de voitures, 2 % sur les hôtels et un bail de 3.4 millions de dollars par an avec les équipes pendant 30 ans.
Le ruban d'inauguration fut le plus long du monde et est inscrit dans le Livre Guinness des records. Le bâtiment fut conçu par des architectes des firmes David M., Schwarz/Architectural Services Inc., HKS Inc. et Johnson/McKibben, Architects Inc.. Le premier événement dans la salle était un concert de The Eagles, le 28 juillet, puis le premier événement sportif eu lieu le 19 août 2001 avec un match de football en salle opposant les Dallas Sidekicks aux San Diego Sockers de la World Indoor Soccer League. Les Mavericks de Dallas ont joué leur premier match à domicile dans l'American Airlines Center contre les Pistons de Détroit le 30 octobre 2001.
Conséquence logique d'un tel coût de construction (420 millions de dollars), le AAC est ce qui se fait de mieux à ce jour en termes de luxe. Les suites de luxe se négocient entre 500 000 et 1 million de dollars la saison. Son architecture externe est née à l'issue d'un concours populaire organisé par la ville.
Le American Airlines Center, comme la AmericanAirlines Arena de Miami, a organisé les finales des playoffs NBA en 2006. À cause de cela, les finales ont été surnommées « American Airlines series ».
À l'été 2009, la salle s'est dotée d'un nouveau tableau d'affichage trois fois plus grand que le précédent avec de nouveaux écrans géants capables de diffuser l'action en direct et en haute définition. C'est le premier et le seul du genre dans la NBA ou la LNH, ainsi il peut diffuser avec une définition de 1080p en haute définition. Cela est unique au monde dans une salle sportive. L'ensemble vidéo comprend quatre écrans géant, de 5,5 mètres sur 9,1 mètres, suspendus au centre de l'arène et deux tableaux vidéos, de 7,3 m. sur 22 mètres, situés dans les extrémités nord et sud de l'intérieur de la salle.
En décembre 2022, une statue à l'effigie de Dirk Nowitzki en train d'effectuer un shoot est inaugurée aux abords de la salle.

## Architecture

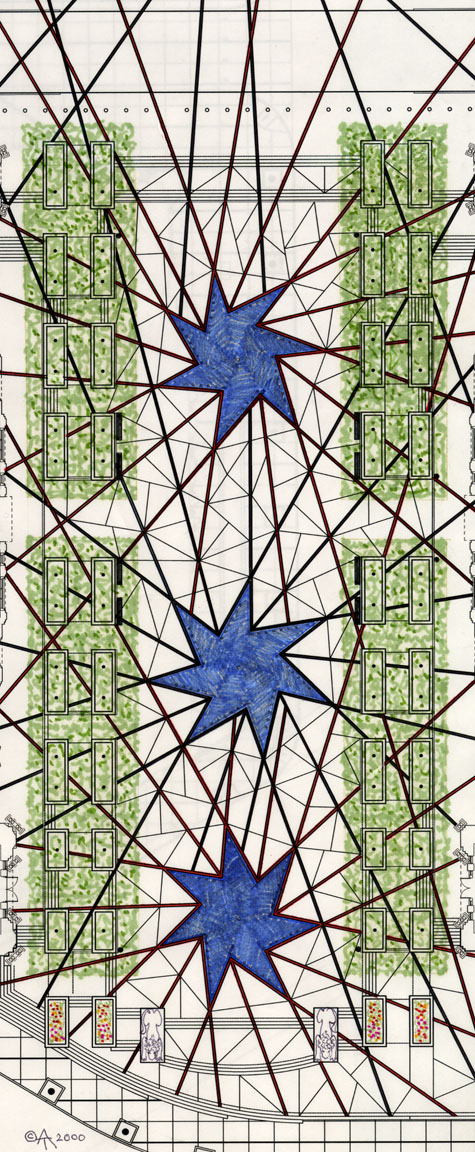
Plan de la Victory Plaza.

Les principaux travaux de conception ont été réalisés par David M. Schwarz Architectural Services de Washington (district de Columbia). Le American Airlines Center est destiné à être le cœur d'une nouvelle zone urbaine et commerciale de 3 milliards de dollars, Victory Park. Ce vaste projet a pour but de développer la partie nord-ouest du Downtown Dallas.
L'édifice est caractérisé par son style conservateur et traditionnel avec ses larges façades en brique et ses arcs lisses. Il fut récompensé par de nombreux prix. L'intérieur comprend des sièges escamotables et propose tout ce qui se fait de mieux actuellement dans la technologie pour associer spectacle et sport. En raison de l'aspect du toit et le fait qu'American Airlines possède les droits de naming, certains le surnomment « The Hangar », et d'autres « AAC ».
Sur le côté sud de l'American Airlines Center, Victory Plaza (conçue par Athiná Tácha en 2000) fournit un espace ouvert sur Victory Park. Avec l'écran géant vidéo haute-définition monté sur la façade de l'arène, la place peut être utilisée pour les manifestations en plein air.

### Récompenses
Prix attribués au American Airlines Center
- American Builders and Contractors North Texas Excellence in Construction Award of Merit, 2007

American Airlines Center Platinum Club Renovation
- Readers Pick, Best Sports Venue, 2007

Dallas Observer
- Concert Venue of the Year, 2006

Pollstar Magazine
- Slam Dunk Award, 2003, 2004, 2006, 2007

Harlem Globetrotters
- Top Dog Venue of the Year, 2003

Tour Guide Magazine
- « Voice of the Fan » Program, 2002 & 2003

Top ranking facility in most customer services and design related categories
- Best Sports Venue, 2002 & 2003

Dallas Observer
- Facility of Merit, 2002

Athletic Business
- QUOIN Award, 2002

Associated General Contractors of America/Dallas/Fort Worth Chapter
- Engineering Excellence Award, 2002

American Council of Engineering Companies
- Real Estate Deals Award, 2002

Dallas Business Journal
- Project of the Year Award, 2002

Masonry Construction
- Record for Longest Ribbon and Largest Ribbon Cutting (plus long ruban d'inauguration), 2001

Gunniess Book of World Records
- Best New Major Concert Venue for 2001

Pollstar Magazine
- Phoenix Award, 2001

United States EPA
- Golden Trowel Award of Excellence, 2001

United Masonry Contractors Association
- International Excellence in Masonry Award, 2001

Masonry Contractors Association of America
- Mega Project Over $100 Million, 2001

Associated Builders and Contractors
- Best of 2001 Judges Award, 2001

F.W. Dodge
- Outstanding Project Team of the Year, 2001

American Subcontractor Association
- Outstanding Project Over $25 Million, 2001

American Subcontractor Association
- Minority Business Development Agency Outstanding Corporate Award for its M/WBE achievements, 2000 & 2001
- City of Dallas Senior Affairs Commission and Friends of Senior Affairs has recognized Center Operating Co. with the 2003 Employer of the Year award, which was presented at MayFair 2003, the City's Fourteenth Annual event for Older Americans Month

## Évènements
- Concert de The Eagles, 28 juillet 2001
- Spectacle de Michael Flatley (Feet of Flames Tour), 29 juillet 2001
- Tournoi masculin de basket-ball de la Big 12 Conference, 2003, 2004 et 2006
- Finales NBA 2006, 8, 11 et 20 juin 2006
- 55e Match des étoiles de la Ligue nationale de hockey, 24 janvier 2007
- UFC 103, 19 septembre 2009
- Concert de Madonna (The MDNA Tour), le 20 octobre 2012
- Concerts de Lady Gaga : The Born This Way Ball Tour le 29 janvier 2013, artRAVE : The ARTPOP Ball le 17 juillet 2014 puis Joanne World Tour le 8 décembre 2017
- Concert de Pentatonix, PTX World Tour, 20 novembre 2016
- WWE
  - Survivor Series 2003: 16 novembre 2003
  - Homecoming: 3 octobre 2005
  - WWE Saturday Night's Main Event 33 : 15 juillet 2006
  - WWE Night Of Champions 2008, 29 juin 2008
  - Hell in a Cell 2010: 3 octobre 2010
  - Hell in a Cell (2014): 26 octobre 2014
  - TLC: Tables, Ladders and Chairs (2016): 4 décembre 2016
  - Great Balls of Fire: 9 juillet 2017
- Concerts de Madonna (The Celebration Tour), les 24 et 25 mars 2024

## Galerie

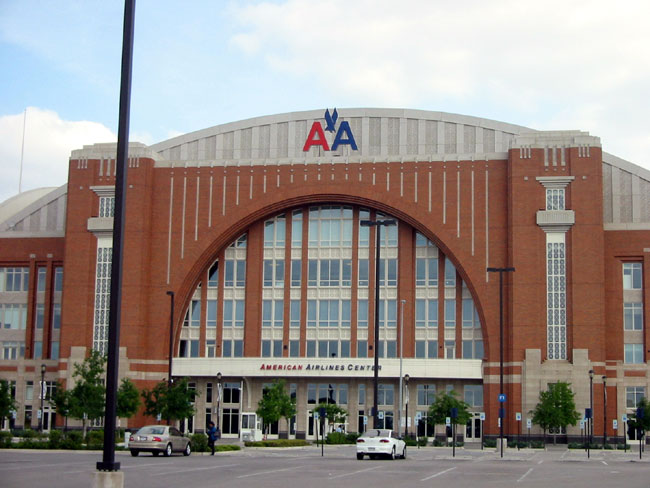
Façade extérieure
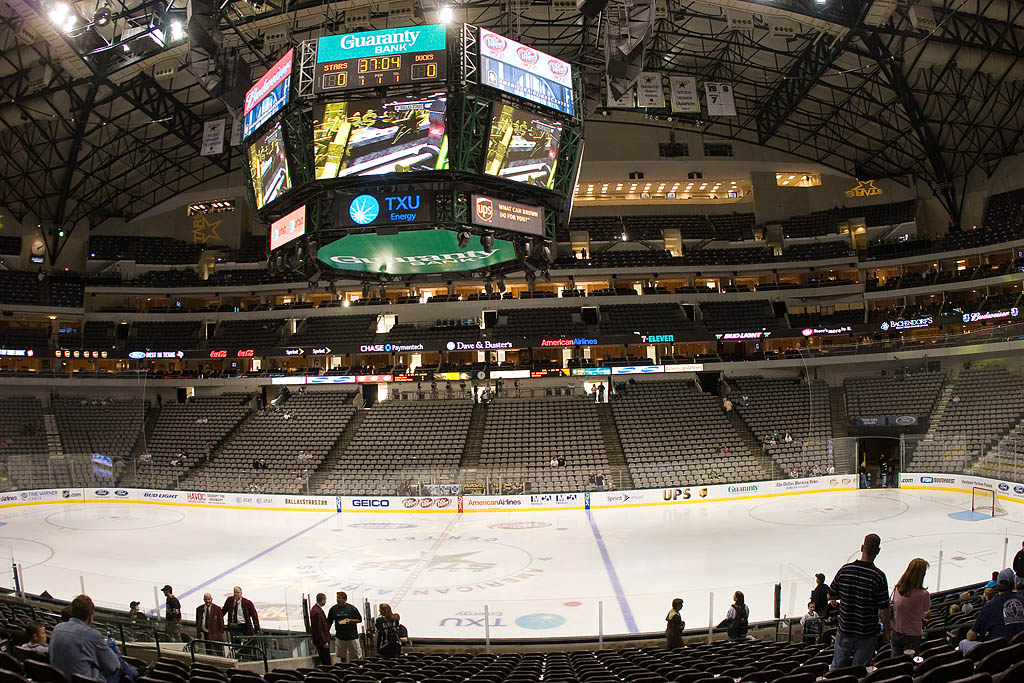
Vue intérieure
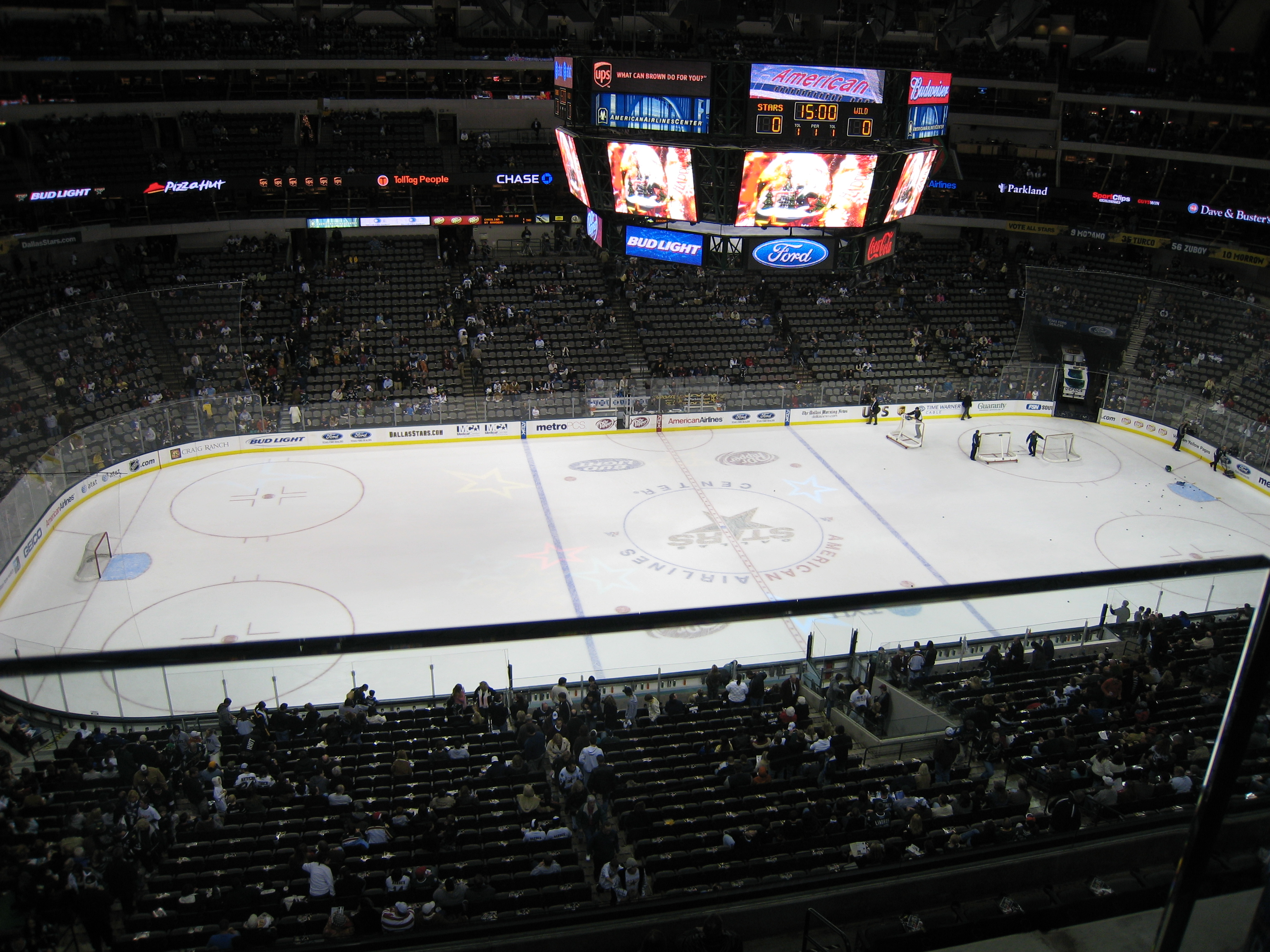
Patinoire des Stars
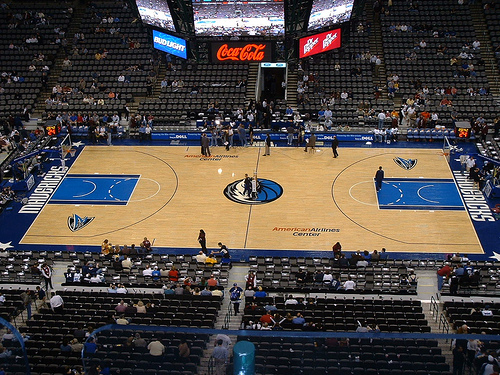
Parquet des Mavericks
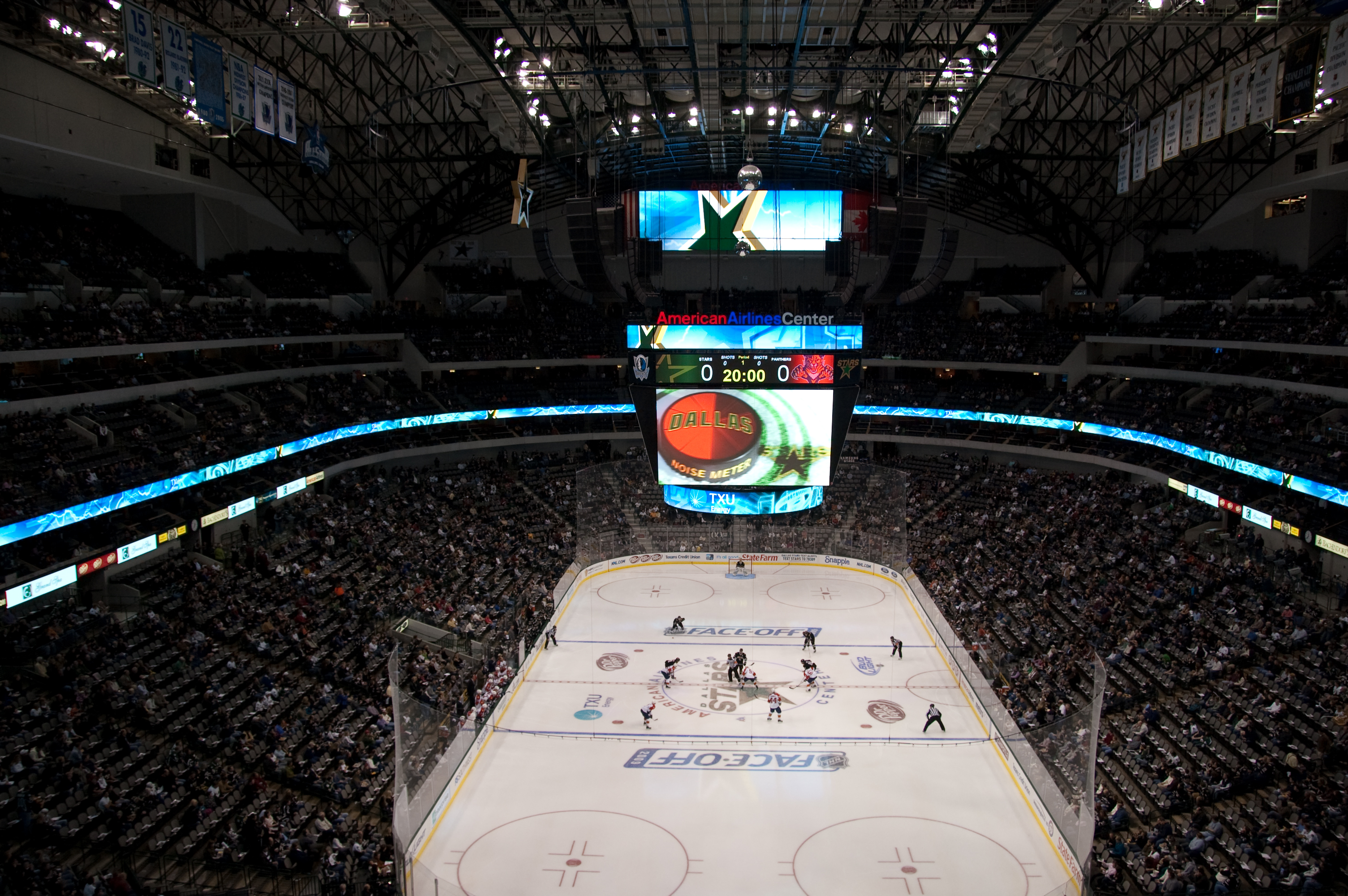
Nouveaux écrans (2009)
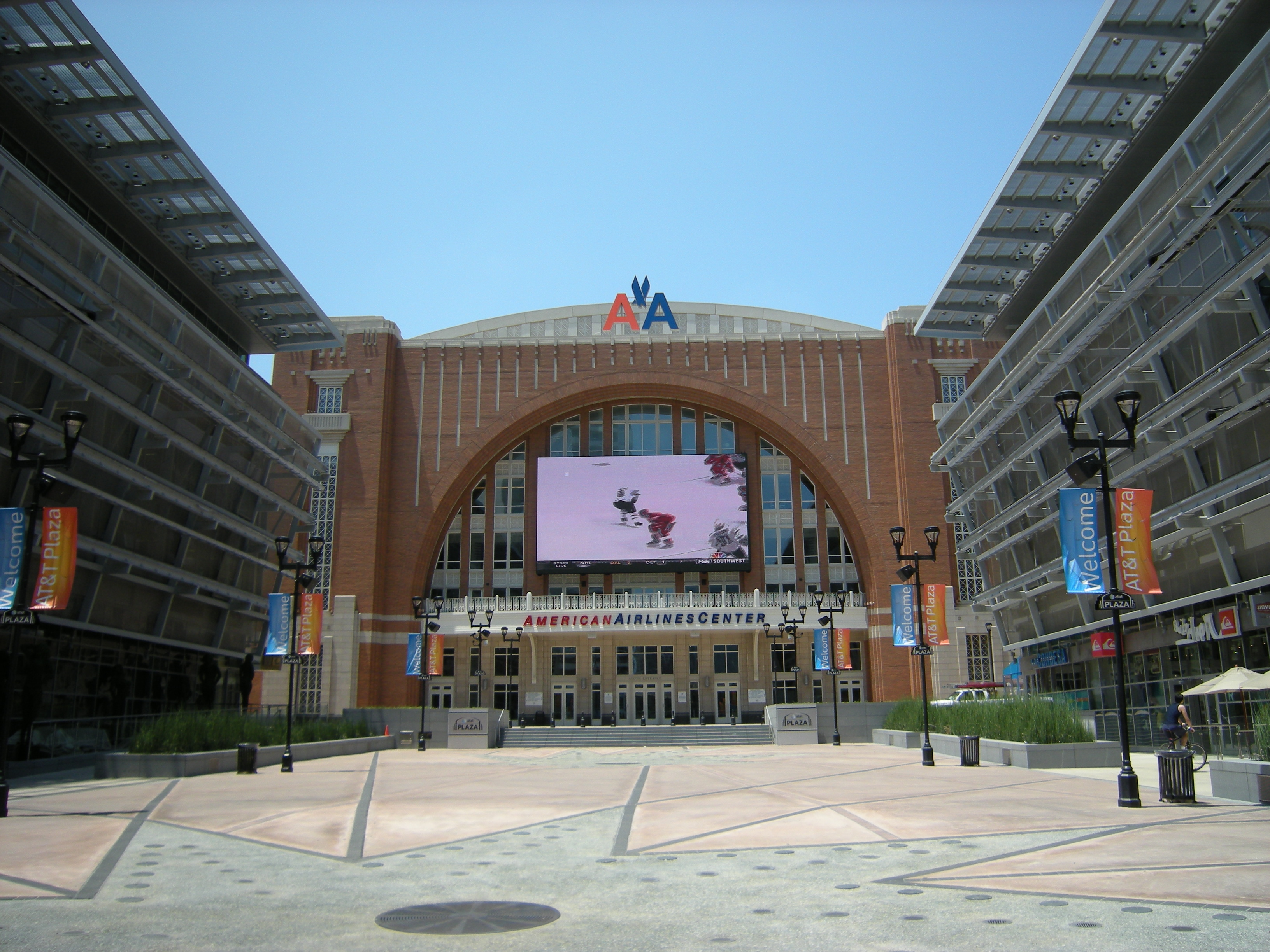
Vue depuis AT&T Plaza
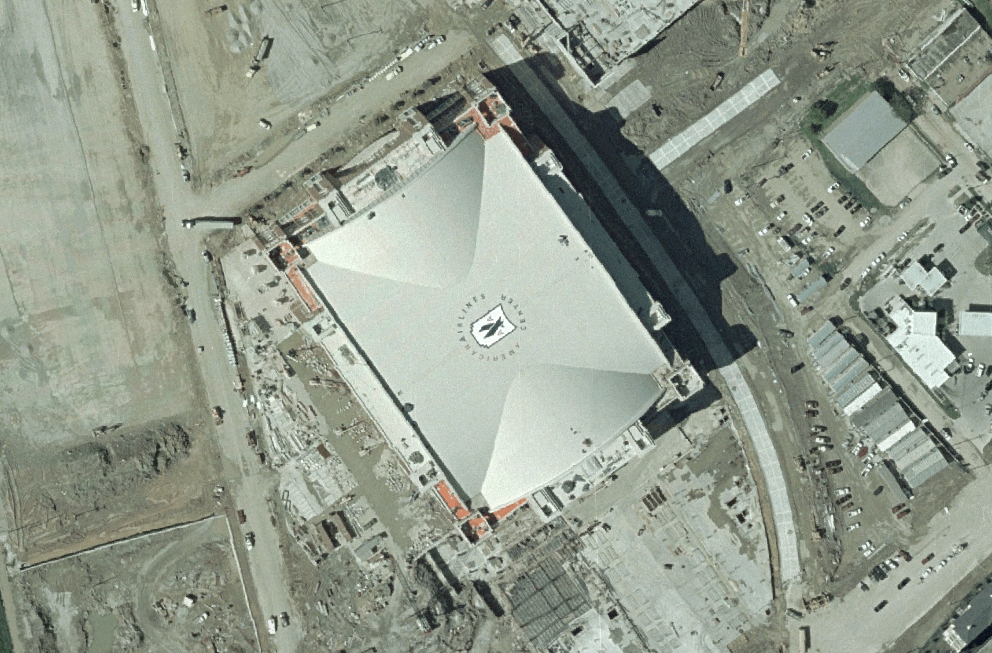
Image satellite du chantier
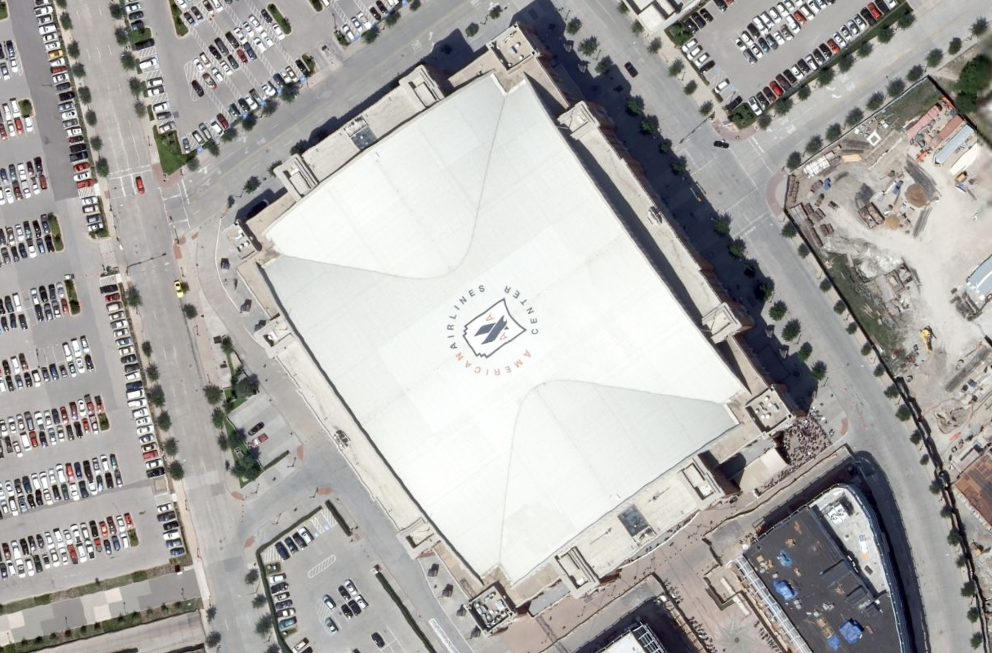
Vue aérienne